# Comtrade
 (транскр.  Комтрејд груп) је технолошко предузеће из Београда, уз додатне канцеларије у Бостону, Даблину, Амстердаму и Љубљани. Основано 1996. године, своје пословање усредсређује на развој хардверских и великих софтверских система за складиштење података за институције и корпорације, као и на игре на срећу.

## Историја
Године 1996. српски предузетник Веселин Јевросимовић основао је Comtrade Group. Године 2006. дизајнирао је први десктоп и лаптоп у Србији.
Године 2015. придружио се -у као придружени члан и сада управља базом података лабораторије за нуклеарна истраживања. Године 2016. удружио се са предузећем Citrix како би развило пакете за управљање за њихове платформе. Поред тога, за сада има највеће одељење вештачке интелигенције у југоисточној Европи.
Дизајнирао је код за складишне роботе које користи Amazon.com. Такође је развио софтверску инфраструктуру за Ryanair и различите системе за транспорт пртљага.
Има канцеларије у Београду, Сарајеву, Њујорку, Сан Франциску, Будимпешти, Даблину и Манили. Године 2008. купио је словеначку софтверску фирму Hermes Softlab. Године 2014. године покренуо је бренд Tesla који производи таблете, смартфоне, мониторе и телевизоре. Године 2016. отворио је своје седиште у Бостону. Јевросимовић је 2017. године отворио 18. канцеларију у граду Дубаију, као и технолошки центар у Чачку. Запошљава 1.200 софтверских инжењера и члан је Светског економског форума од 2009. године.